# Distretto di Mônhhajrhan
Il distretto di Mônhhajrhan è uno dei diciassette distretti (sum) in cui è suddivisa la provincia di Hovd, in Mongolia. Conta una popolazione di 1.955 abitanti (censimento 2010). 